# Museo Geológico del Seminario de Barcelona
El Museo geológico del Seminario de Barcelona es más un museo de Paleontología (especializado en invertebrados) que estrictamente de Geología.

## Historia
Se fundó en el año 1874, aunque tiene como precedente el Gabinete de Historia Natural, que se creó en el año 1817, y posteriormente se agregó a la Biblioteca Episcopal.
El primer director del Museo fue Jaime Almera (1845-1919), que entró en el estudio de la Geología con J. J. Landerer, geólogo y astrónomo de Tortosa, el cual apadrinó su entrada en la Sociedad geológica de Francia en 1877. En el año 1885 se dedicó a la confección del mapa geológico de la provincia de Barcelona, mapa que aún se utiliza y que ha sido muy elogiado por científicos tanto nacionales como extranjeros.
En 1926, José-Ramón Bataller (1890-1962) continuó la labor de Almera como director del Museo. Fue el primer catedrático de Paleontología de la Universidad de Barcelona, nombrado doctor honoris causa por la Universidad de Toulouse y miembro de diversas sociedades científicas. En su trayectoria de investigación destacan los fósiles del Mesozoico, de importancia capital, y su trabajo en diferentes hojas del Mapa Geológico Nacional del Instituto Geológico y Minero de España. 
Sufrió muchas pérdidas con la devastación de la guerra civil, de hecho se conservan imágenes de como quedó el Museo después de los destrozos. Cuando finaliza la guerra, en 1939, se empezaron a rehacer las colecciones a través de donaciones o campañas para recoger especímenes.
En el año 1951 recibió apoyo moral y económico del Consejo Superior de Investigaciones Científicas y la vinculación entre ambas instituciones continuó con su sucesor, Luis Vía (1910-1991). El dr. Bataller impulsó la creación de la sección de Bioestratigrafía del C.S.I.C.
El Dr. Bataller fue substituido en la dirección del M.G.S.B. por un alumno, Luis Vía, que dedicó su tesis doctoral al estudio de los cangrejos del Eoceno español. Durante su vida se dedicó plenamente al museo. Procuró enriquecerlo en todos los aspectos y abrirlo a los sabios y aficionados. A la muerte de Luis Vía, en el año 1991, la dirección del Museo pasó a Sebastián Calzada, que en el año 1975 se doctoró en Geología con una tesis sobre braquiópodos del Cretácico del Levante peninsular. El subdirector era el padre Francisco Nicolau Pous, matemático y teólogo. 

## Actualidad

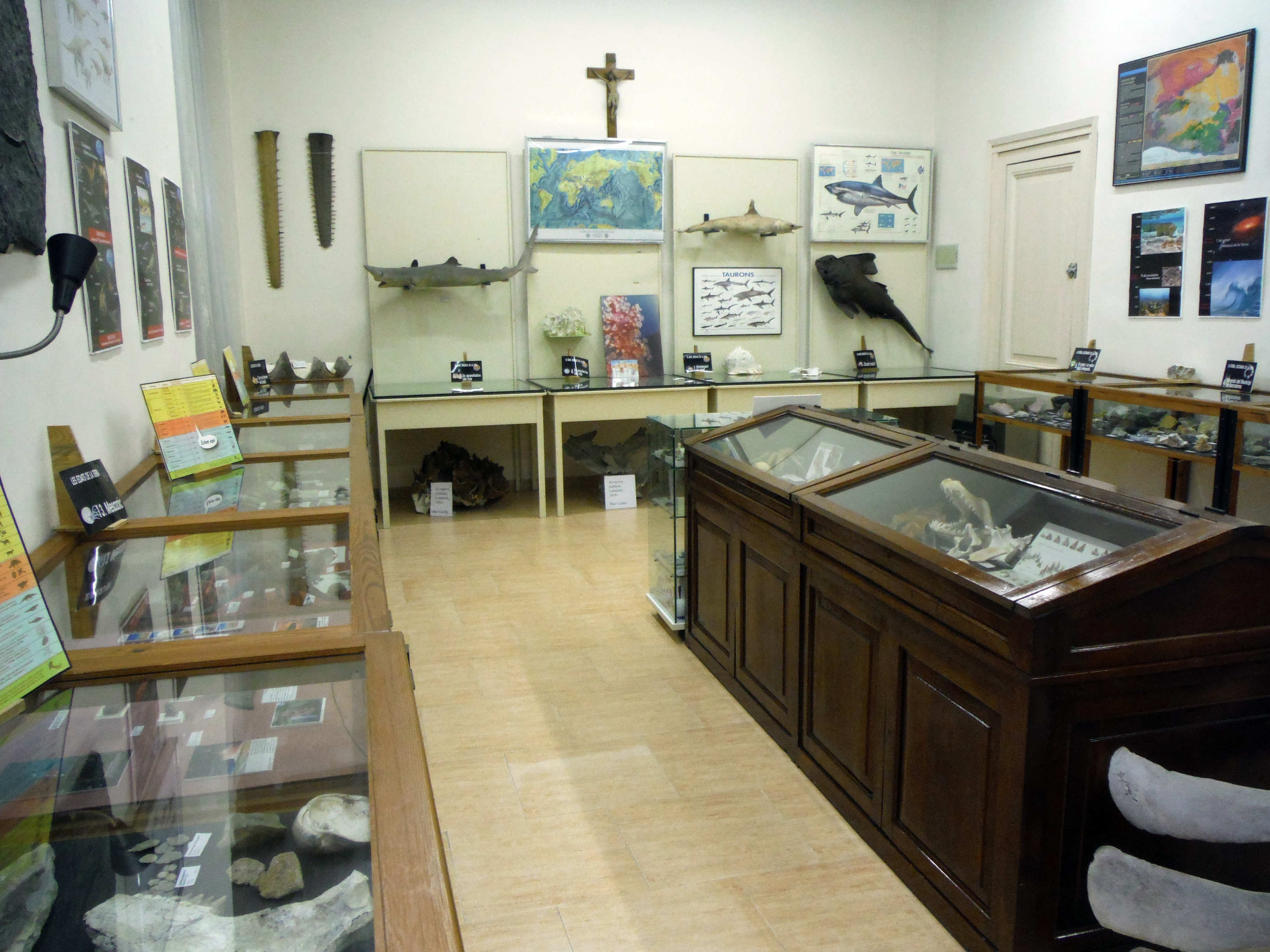
Sala Carles del Museo Geológico del Seminario

Desde el 1988 se publica la revista anual Batalleria, que refleja parte de la investigación realizada anualmente y difunde la vida en el Museo; a su vez también se publica la revista Scripta Musei Geologici Seminarii Barcinonensis, de menor formato. Con la incorporación de la nueva dirección, Sebastián Calzada, impulsará aún más la divulgación del Museo y su patrimonio; en 1994 se fundará y consolidará la asociación Amigos del Museo. 
En el año 2000, el Dr. José Mª Asensi, aprobado por la dirección, creará una nueva sala con finalidad didáctica, denominada Sala Cardenal Carles; Será reformada en varias ocasiones.
En 2009, La Generalidad de Cataluña otorgará al Museo la Creu de sant Jordi en reconocimiento a su labor científica y de investigación. 
En diciembre de 2020, el Museo Geológico del Seminario de Barcelona llega a las 90 000 entradas de fósiles. La documentación para llevar a cabo la tarea de clasificación y estudio forma una biblioteca especializada que llega a los 17 000 títulos. También posee un laboratorio capaz de preparar los fósiles que van llegando al Museo. Cuenta, además, con un archivo histórico (Fondo Almera, Vidal, Font i Faura, Bataller, Vía, Candel, Solé Sabarís, etc.) 
En este momento, es uno de los centros más importantes del mundo en el estudio de la Paleontología de la península.

## Partes del Museo
El Museo geológico del Seminario de Barcelona presenta dos áreas de exposiciones: La Sala de Exposición y la Sala Cardenal Carles.
- La Sala de Exposición

Es la más grande y es donde hay más patrimonio expuesto. Esta gran sala está dividida en dos por una gran vitrina central; por una parte, se muestra un recorrido a seguir a través de vitrinas de exposición (de madera, iluminadas para que se puedan ver las piezas con mejor claridad), estas vitrinas están ordenadas según los periodos geológicos. En el centro de la sala se localiza la gran vitrina, dedicada a un esqueleto completo de un mastodonte, concretamente de un Tetralophodon; Finalmente, el otro lado de la sala, está dedicado a las vitrinas monográficas: dos vitrinas de holotipos, crustáceos decápodos, equinoideos del Eoceno, Colección Mañé, trilobites, el triásico de Mont-real y Jurásico Superior. También se exponen, en los muros del Museo, imágenes y planimetrías del siglo XIX, de las zonas de extracción fósil de Cataluña. 
- Sala Cardenal Carles

En actualidad es una sala con una gran variedad de especímenes fósiles, taxidermias y minerales. Presenta, además, explicaciones ilustradas y figuras que recrean animales prehistóricos. 
Además de las dos salas expositivas, el Museo presenta una gran biblioteca, archivo, un laboratorio y depósito de piezas. 

## Holotipos
El Museo geológico del Seminario de Barcelona presenta una colección de más de 700 holotipos expuestos en la sala grande, aquí unos ejemplos:

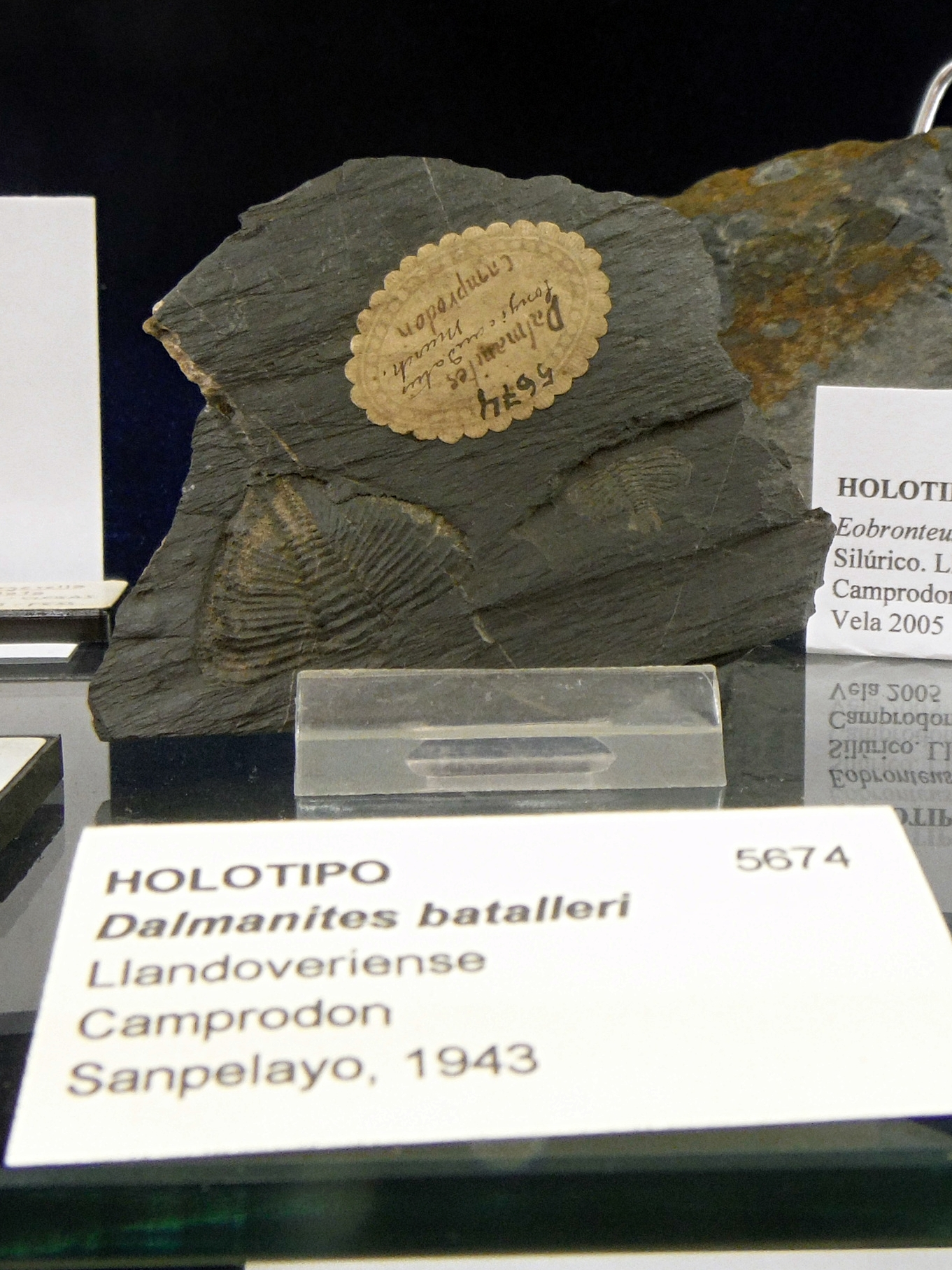
Holotipo de Dalmanites batalleri expuesto en el Museo geológico del Seminario de Barcelona

- Vertebrados

- Prototherium solei
- Prototherium montserratense
- Testudo celonica

- Invertebrados

- Aspìduriella montserratensis
- Clypeaster moianensis
- Dalmanites batalleri
- Lehua iannacconei
- Heterolimulus gadeai
- Mesolimulus crespelli
- Minicryphaeus giganteus
- Neptunus catalaunicus
- Platiknemiceras bassei

## Directores
- Jaume Almera i Comas (1874-1919)
- Josep Ramon Bataller i Calatayud (1926-1962)
- Lluís Via i Boada (1962-1991)
- Sebastià Calzada i Badia (1991-?)